# Lakansjön
Lakansjön är en sjö i Vilhelmina kommun i Lappland och ingår i Ångermanälvens huvudavrinningsområde. Sjön har en area på 0,748 kvadratkilometer och ligger 496,8 meter över havet. Sjön avvattnas av vattendraget Huvudsjöbäcken.

## Delavrinningsområde
Lakansjön ingår i det delavrinningsområde (720096-151817) som SMHI kallar för Inloppet i Huvudsjön. Medelhöjden är 513 meter över havet och ytan är 24,57 kvadratkilometer. Det finns inga avrinningsområden uppströms utan avrinningsområdet är högsta punkten. Huvudsjöbäcken som avvattnar avrinningsområdet har biflödesordning 3, vilket innebär att vattnet flödar genom totalt 3 vattendrag innan det når havet efter 308 kilometer. Avrinningsområdet består mestadels av skog (66 procent) och sankmarker (28 procent). Avrinningsområdet har 0,75 kvadratkilometer vattenytor vilket ger det en sjöprocent på 3,1 procent.